# قطعنامه ۸۷ شورای امنیت
قطعنامه ۸۷ شورای امنیت سازمان ملل متحد که در تاریخ ۲۹ سپتامبر ۱۹۵۰ تصویب شد، سندی بین‌المللی دربارهٔ دعوت از نمایندگان جمهوری خلق چین و تایوان در مورد حمله مسلحانه تایوان است. این قطعنامه طی نشست ۵۰۶ام با ۷ موافق، ۳ مخالف و ۱ ممتنع تصویب شد.